# La Framboisière
La Framboisière est une commune française située dans le département d'Eure-et-Loir en région Centre-Val de Loire.

## Géographie

### Situation
La commune se situe dans le Thymerais, une région du Perche.

Situation géographique
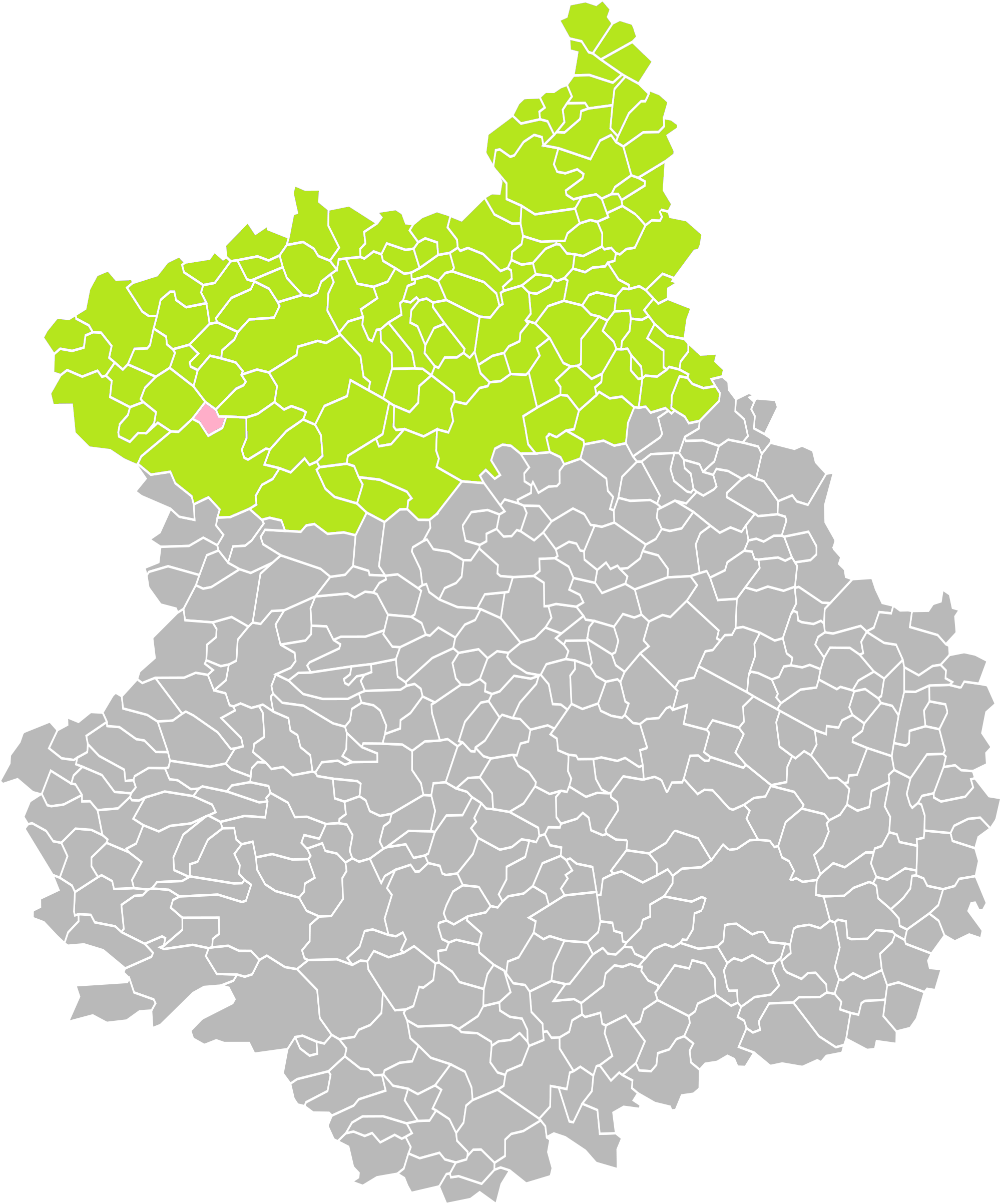
La Framboisière dans son arrondissement.
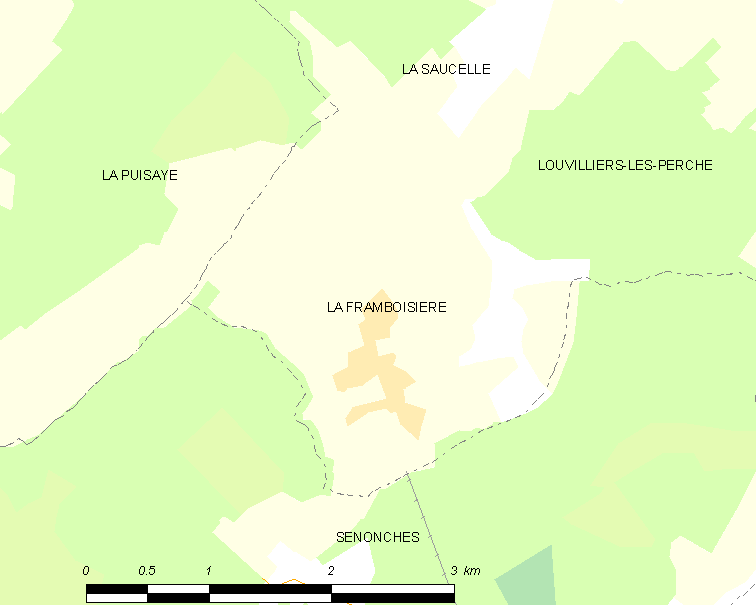
Carte de la commune La Framboisière.

### Communes limitrophes
|            | La Saucelle     | Louvilliers-lès-Perche |
| La Puisaye | la Framboisière | Senonches              |
|            | Senonches       |                        |

### Climat
Pour des articles plus généraux, voir Climat du Centre-Val de Loire et Climat d'Eure-et-Loir.
En 2010, le climat de la commune est de type climat océanique dégradé des plaines du Centre et du Nord, selon une étude du CNRS s'appuyant sur une série de données couvrant la période 1971-2000. En 2020, Météo-France publie une typologie des climats de la France métropolitaine dans laquelle la commune est exposée à un climat océanique altéré et est dans une zone de transition entre les régions climatiques « Sud-ouest du bassin Parisien » et « Normandie (Cotentin, Orne) ». 
Pour la période 1971-2000, la température annuelle moyenne est de 10 °C, avec une amplitude thermique annuelle de 14,4 °C. Le cumul annuel moyen de précipitations est de 696 mm, avec 11,4 jours de précipitations en janvier et 8 jours en juillet. Pour la période 1991-2020, la température moyenne annuelle observée sur la station météorologique de Météo-France la plus proche, sur la commune de Senonches à 4 km à vol d'oiseau, est de 10,7 °C et le cumul annuel moyen de précipitations est de 817,0 mm,. Pour l'avenir, les paramètres climatiques de la commune estimés pour 2050 selon différents scénarios d'émission de gaz à effet de serre sont consultables sur un site dédié publié par Météo-France en novembre 2022.

## Urbanisme

### Typologie
Au 1er janvier 2024, La Framboisière est catégorisée commune rurale à habitat dispersé, selon la nouvelle grille communale de densité à 7 niveaux définie par l'Insee en 2022.
Elle est située hors unité urbaine et hors attraction des villes,.

### Occupation des sols
L'occupation des sols de la commune, telle qu'elle ressort de la base de données européenne d’occupation biophysique des sols Corine Land Cover (CLC), est marquée par l'importance des territoires agricoles (92 % en 2018), une proportion identique à celle de 1990 (92 %). La répartition détaillée en 2018 est la suivante : 
terres arables (85 %), prairies (7 %), zones urbanisées (6,7 %), forêts (1,3 %). L'évolution de l’occupation des sols de la commune et de ses infrastructures peut être observée sur les différentes représentations cartographiques du territoire : la carte de Cassini (XVIIIe siècle), la carte d'état-major (1820-1866) et les cartes ou photos aériennes de l'IGN pour la période actuelle (1950 à aujourd'hui).

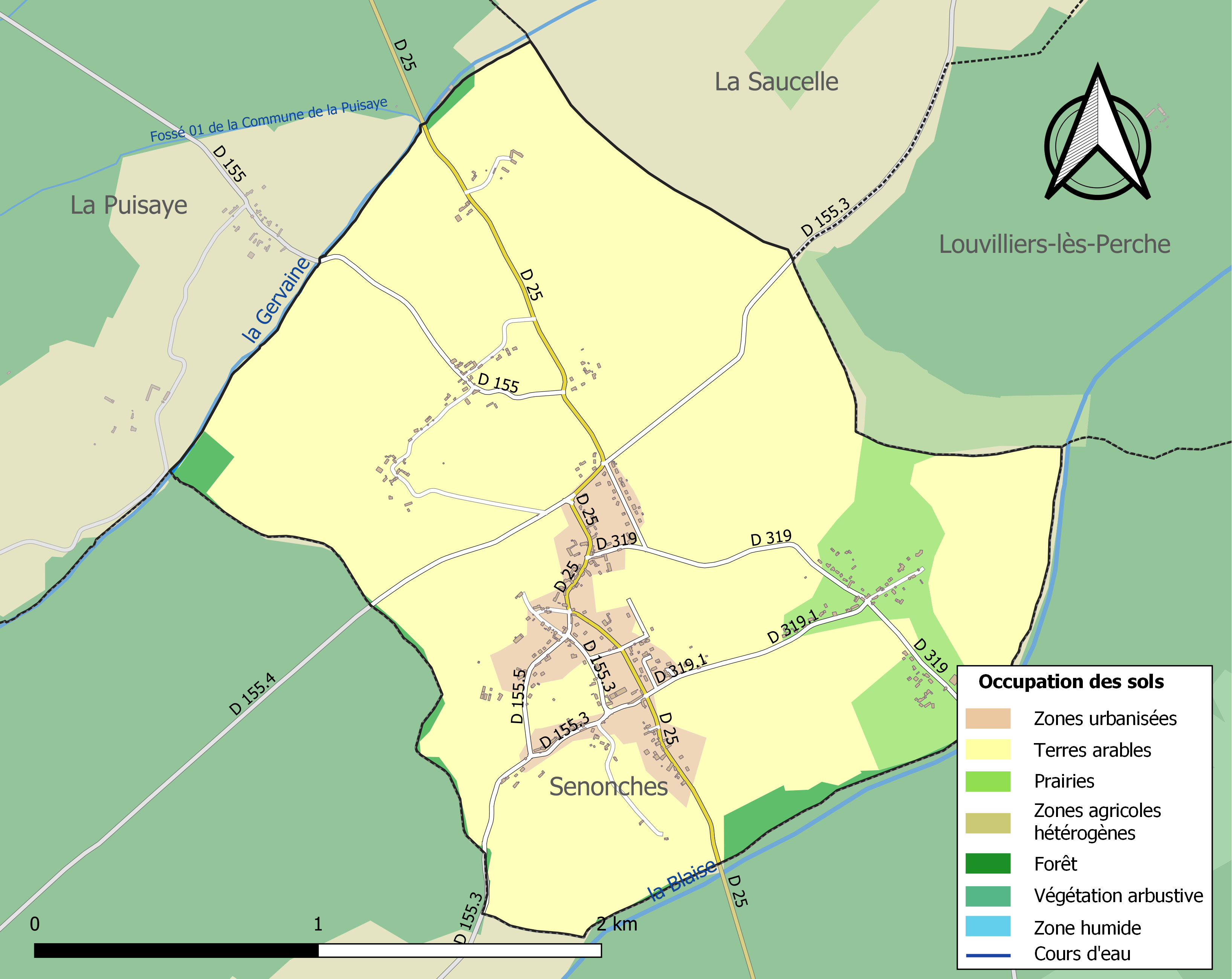
Carte des infrastructures et de l'occupation des sols de la commune en 2018 (CLC).

### Risques majeurs
Le territoire de la commune de La Framboisière est vulnérable à différents aléas naturels : météorologiques (tempête, orage, neige, grand froid, canicule ou sécheresse), inondations, mouvements de terrains et séisme (sismicité très faible). Il est également exposé à un risque technologique, le transport de matières dangereuses. Un site publié par le BRGM permet d'évaluer simplement et rapidement les risques d'un bien localisé soit par son adresse soit par le numéro de sa parcelle.

#### Risques naturels
Certaines parties du territoire communal sont susceptibles d’être affectées par le risque d’inondation par débordement de cours d'eau, notamment la Gervaine. La commune a été reconnue en état de catastrophe naturelle au titre des dommages causés par les inondations et coulées de boue survenues en 1995 et 1999,.

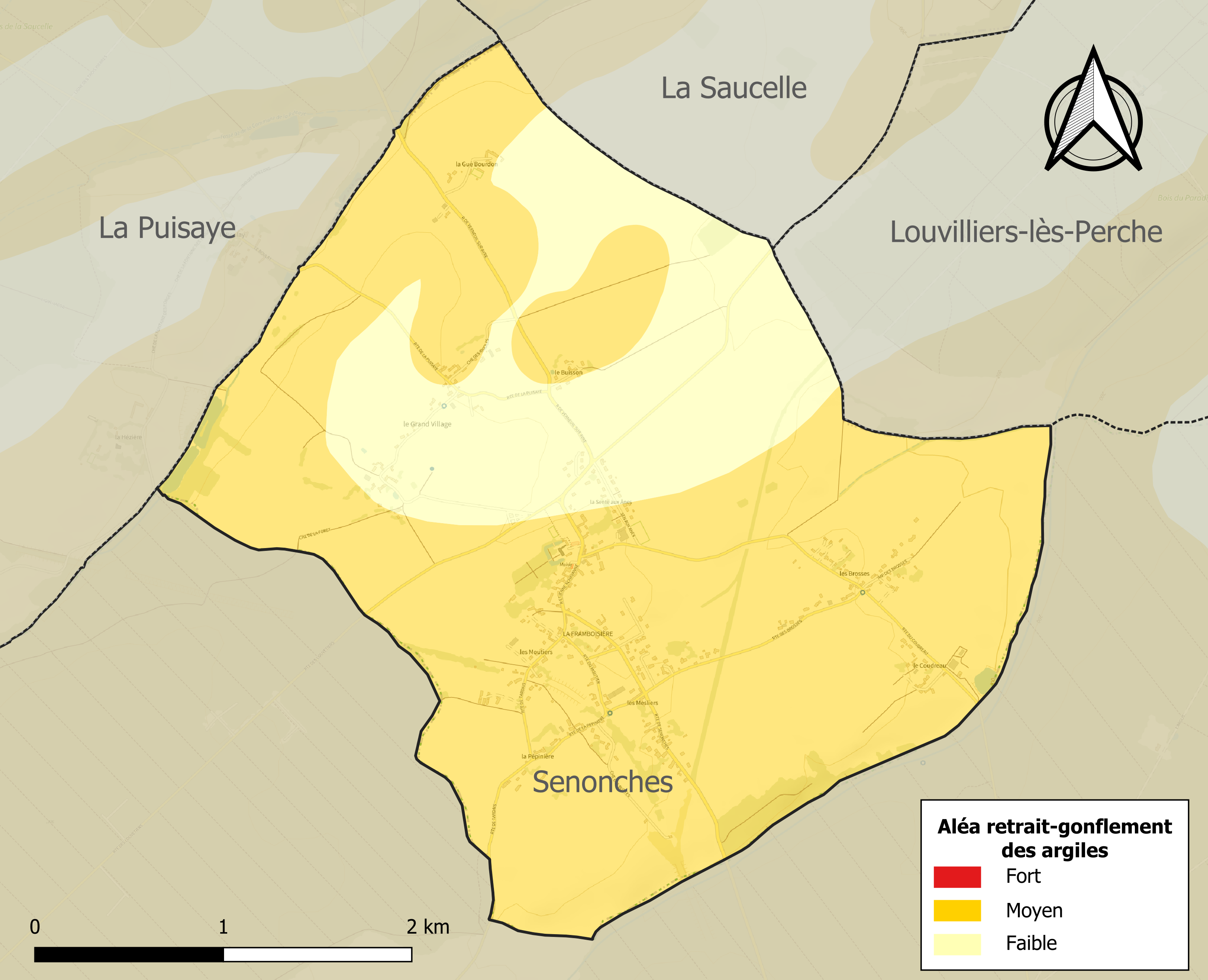
Carte des zones d'aléa retrait-gonflement des sols argileux de La Framboisière.

Les mouvements de terrains susceptibles de se produire sur la commune sont des affaissements et effondrements liés aux cavités souterraines. L'inventaire national des cavités souterraines permet de localiser celles situées sur la commune.
Le retrait-gonflement des sols argileux est susceptible d'engendrer des dommages importants aux bâtiments en cas d’alternance de périodes de sécheresse et de pluie. 75,1 % de la superficie communale est en aléa moyen ou fort (52,8 % au niveau départemental et 48,5 % au niveau national). Sur les 205 bâtiments dénombrés sur la commune en 2019, 166 sont en aléa moyen ou fort, soit 81 %, à comparer aux 70 % au niveau départemental et 54 % au niveau national. Une cartographie de l'exposition du territoire national au retrait gonflement des sols argileux est disponible sur le site du BRGM,.
Concernant les mouvements de terrains, la commune a été reconnue en état de catastrophe naturelle au titre des dommages causés par des mouvements de terrain en 1999.

#### Risques technologiques
Le risque de transport de matières dangereuses sur la commune est lié à sa traversée par des infrastructures routières ou ferroviaires importantes ou la présence d'une canalisation de transport d'hydrocarbures. Un accident se produisant sur de telles infrastructures est en effet susceptible d’avoir des effets graves au bâti ou aux personnes jusqu’à 350 m, selon la nature du matériau transporté. Des dispositions d’urbanisme peuvent être préconisées en conséquence.

## Toponymie
Le nom de la localité est attesté sous les formes Framboseria en 1140, La Framboisiere en 1793, La Framboisière jusqu'au 22 décembre 1972, La Framboisière-la-Saucelle jusqu'au 1 janvier 1986, La Framboisière depuis  1986.
La framboise est présente dès le XIIe siècle en Eure-et-Loir.

## Histoire

### Époque contemporaine

#### XXesiècle
Du 22 décembre 1972 au 1er janvier 1987, par suite de la fusion avec la commune de La Saucelle, la commune, conservant son code INSEE 28159, a porté le nom de La Framboisière-la-Saucelle. Elle a repris son ancien nom après le rétablissement de La Saucelle.

## Politique et administration

### Liste des maires
| Période | Période  | Identité        | Étiquette | Qualité                             |
| ------- | -------- | --------------- | --------- | ----------------------------------- |
| 1995    | 2001     | Lucien Valé     |           |                                     |
| 2001    | En cours | Patrick Lafave, |           | Professeur, profession scientifique |

## Population et société

### Démographie
En 2022, la commune de La Framboisière comptait 337 habitants. À partir du XXIe siècle, les recensements réels des communes de moins de 10 000 habitants ont lieu tous les cinq ans. Les autres « recensements » sont des estimations.
| 1793 | 1800 | 1806 | 1821 | 1831 | 1836 | 1841 | 1846 | 1851 |
| ---- | ---- | ---- | ---- | ---- | ---- | ---- | ---- | ---- |
| 467  | 517  | 522  | 453  | 507  | 491  | 455  | 419  | 433  |

| 1856 | 1861 | 1866 | 1872 | 1876 | 1881 | 1886 | 1891 | 1896 |
| ---- | ---- | ---- | ---- | ---- | ---- | ---- | ---- | ---- |
| 414  | 415  | 374  | 344  | 329  | 283  | 267  | 287  | 263  |

| 1901 | 1906 | 1911 | 1921 | 1926 | 1931 | 1936 | 1946 | 1954 |
| ---- | ---- | ---- | ---- | ---- | ---- | ---- | ---- | ---- |
| 278  | 234  | 283  | 246  | 258  | 243  | 234  | 240  | 259  |

| 1962 | 1968 | 1975 | 1982 | 1990 | 1999 | 2006 | 2007 | 2012 |
| ---- | ---- | ---- | ---- | ---- | ---- | ---- | ---- | ---- |
| 243  | 192  | 316  | 353  | 289  | 297  | 301  | 301  | 346  |

| 2017 | 2022 | - | - | - | - | - | - | - |
| ---- | ---- | - | - | - | - | - | - | - |
| 340  | 337  | - | - | - | - | - | - | - |

## Culture locale et patrimoine

### Lieux et monuments

#### Église Sainte-Marie-Madeleine et monument aux morts
Les vitraux abstraits de l'église ont été créés en 2008. Ils sont le fruit d'une collaboration entre une classe du lycée Maurice Violette à Dreux et de l'école du vitrail de Chartres.[réf. nécessaire]

L'église Sainte-Marie-Madeleine et le monument aux morts
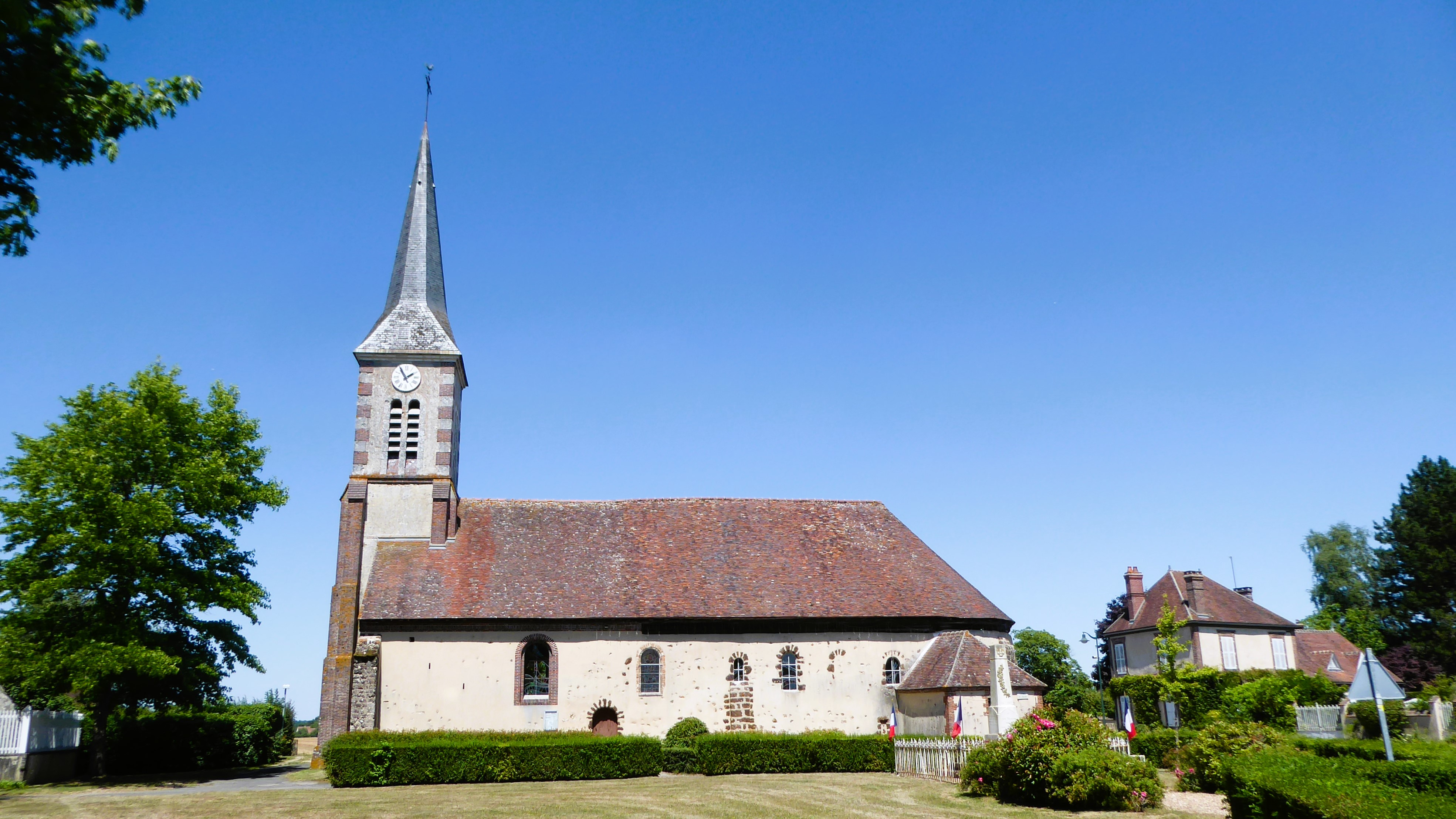
Mur sud.
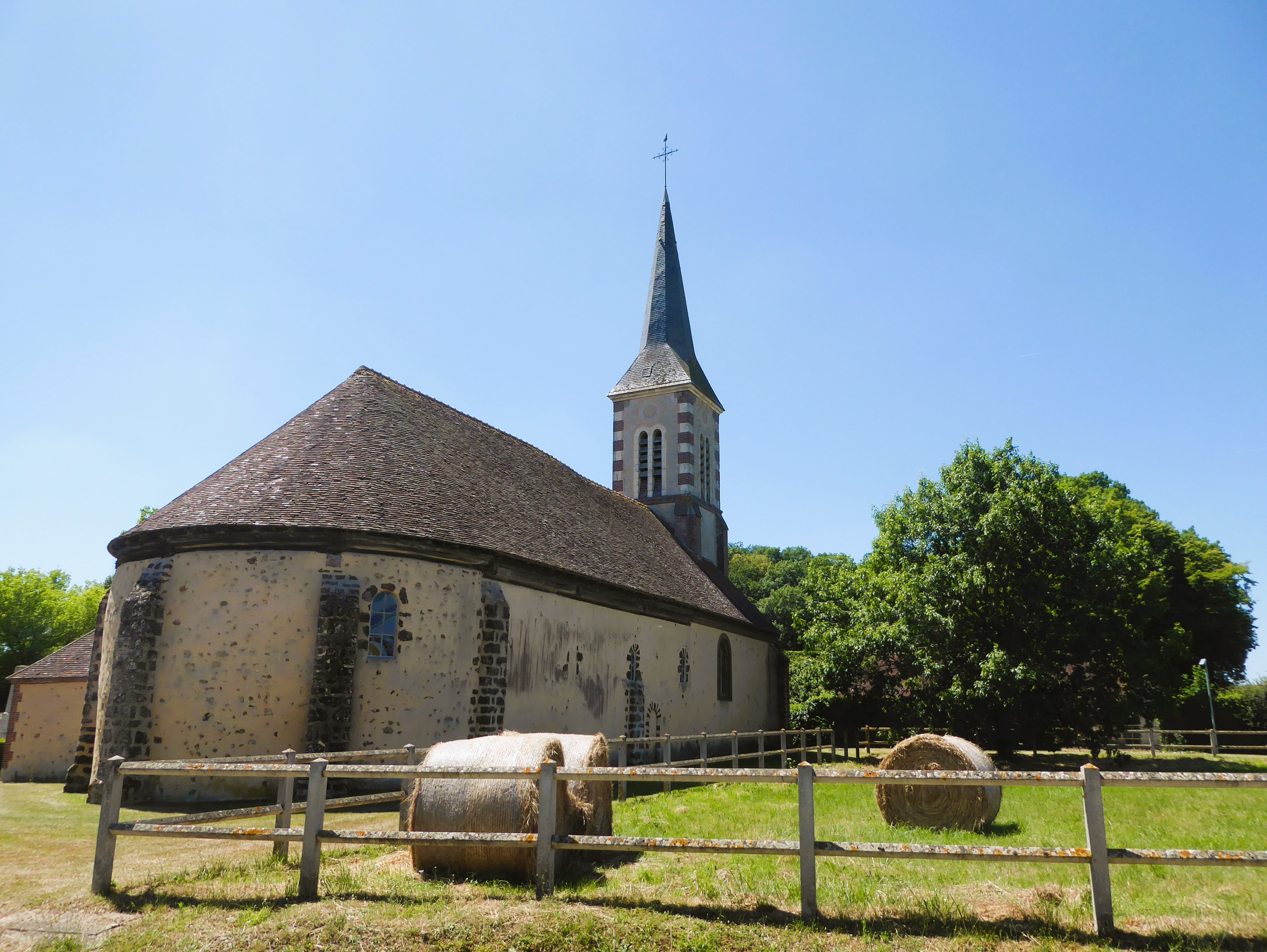
Chevet et mur nord.
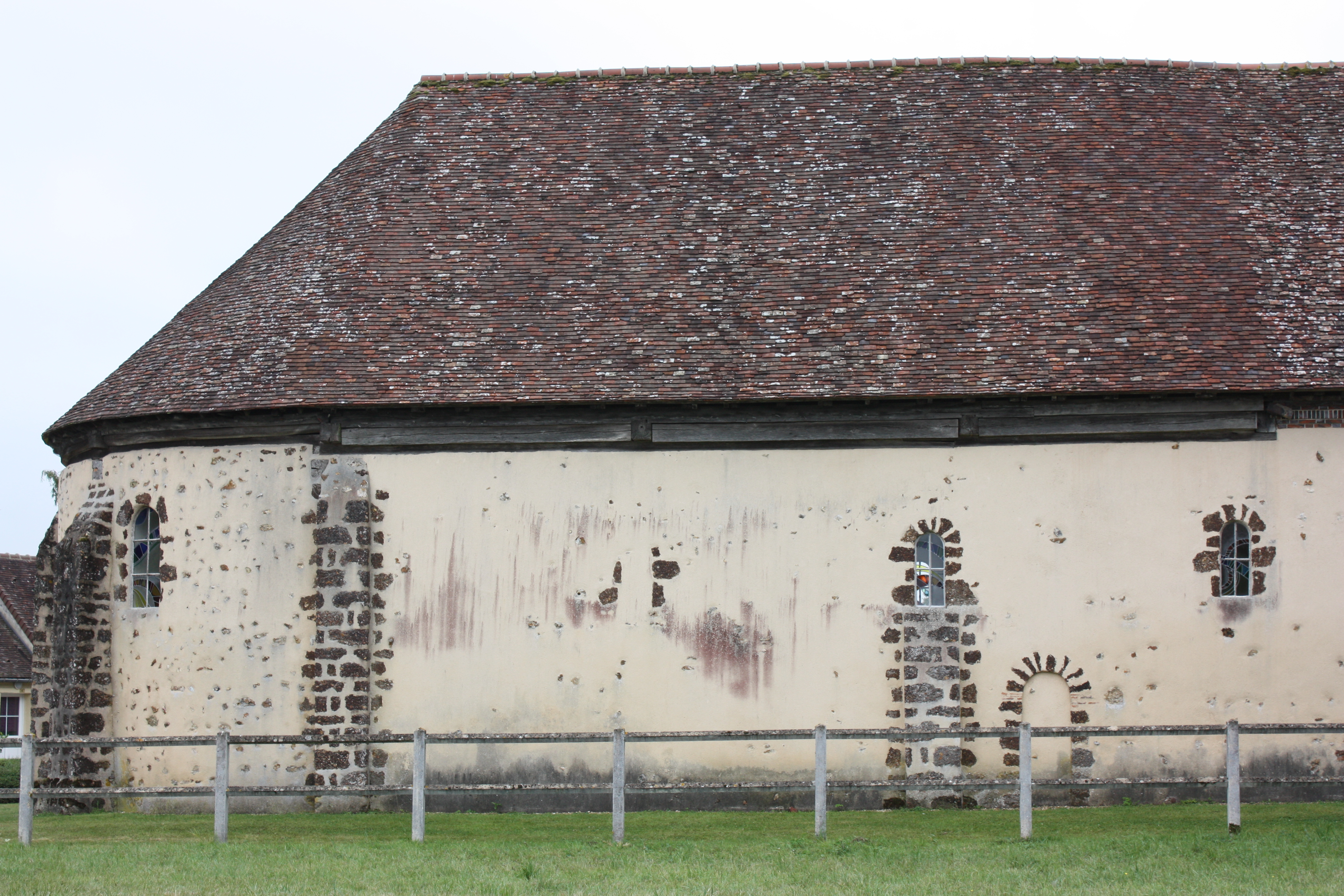
Mur nord.
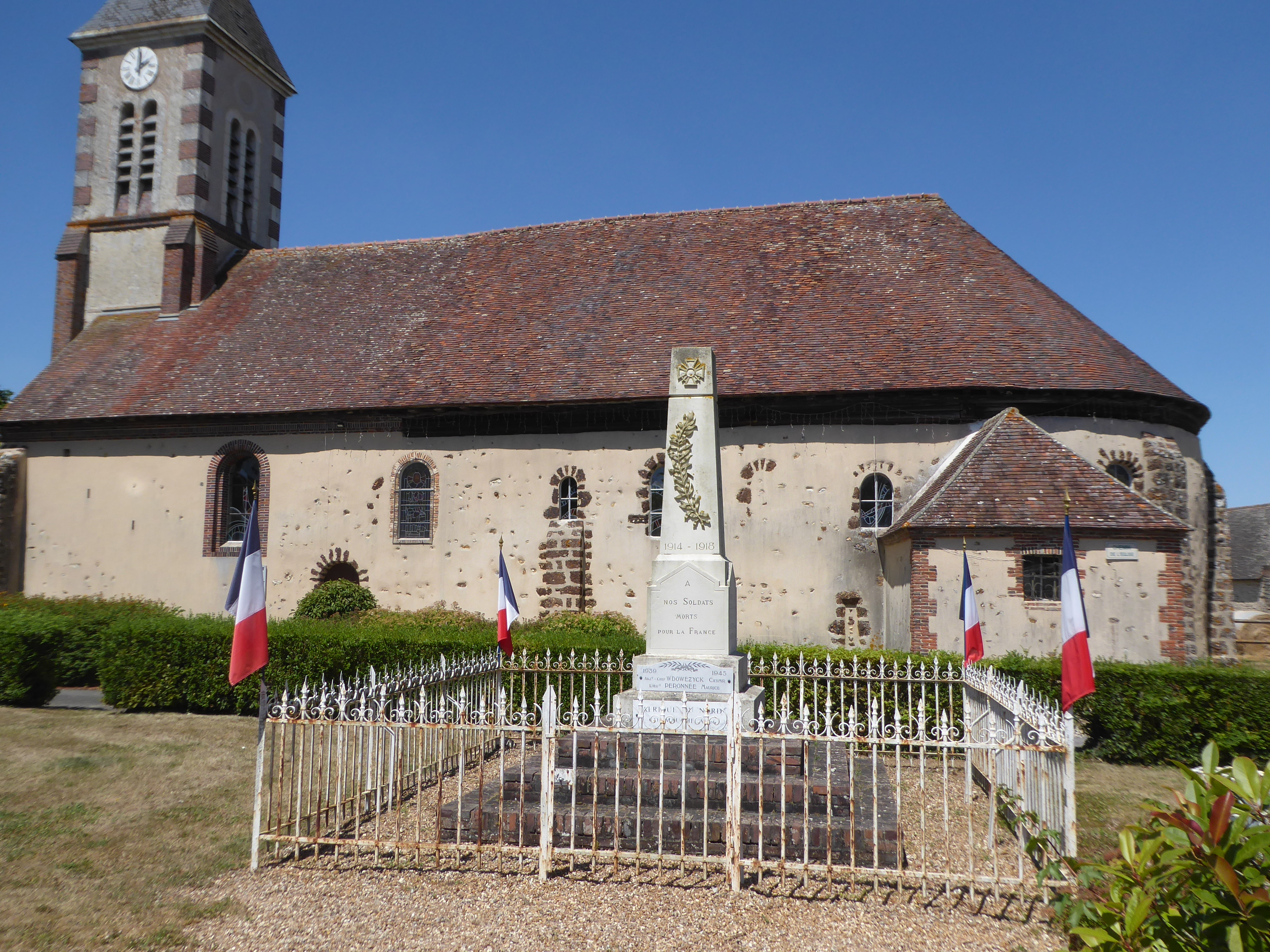
Monument aux morts.

### Personnalités liées à la commune
- Marin-Gabriel-Louis-François Périer, élu député en 1789, représentant du Tiers état[26].
- Étienne Achavanne, né en 1892 à la Framboisière et mort en 1940 à Rouen, est l'un des premiers fusillés de la Résistance française.